# Сошников, Никита Дмитриевич
Ники́та Дми́триевич Со́шников (род. 14 октября 1993, Нижний Тагил, Свердловская область) — российский хоккеист, нападающий. Мастер спорта России (2025).

## Биография
Воспитанник нижнетагильского «Спутника». В 2009 году оказался в системе подготовки «Атланта», выступал за юношеские команды клуба. На драфте КХЛ—2010 форвард был выбран «Атлантом» под 123-м номером.
В матче против «Шерифа», состоявшемся 5 сентября 2010 года, дебютировал в Молодёжной хоккейной лиге за «Мытищинских атлантов».
4 дня спустя в матче с «Крыльями Советов» набрал первые баллы за результативность, отдав 2 голевых передачи (на Илью Декало и Артёма Дорофеева
.
Первую шайбу в МХЛ забросил 12 октября того же года в ворота «Чайки»).
Всего за 4 сезона, проведённых в МХЛ за «Атлантов», хоккеист (с учётом плей-офф) сыграл 191 матч, забросил 82 шайбы и сделал 81 голевую передачу.
8 сентября 2013 года в матче против «Югры» дебютировал за «Атлант» в Континентальной хоккейной лиге. В первом же матче нападающий забил гол с передач Александра Кадейкина и Игоря Левицкого.
В сезоне 2013/14 также играл в Высшей хоккейной лиге за клуб «Буран».
24 февраля 2015 был признан самым ценным игроком ХК «Атлант» сезона КХЛ 2014/2015.
21 марта 2015 года подписал трехлетний контракт с «Торонто Мейпл Лифс». Дебютировал в НХЛ 29 февраля 2016 года в матче против «Тампы-Бэй Лайтнинг». Свой первый гол в НХЛ забил 2 марта 2016 года в ворота «Вашингтон Кэпиталз». 20 марта 2017 в матче с «Бостоном» года после силового приема Здено Хары получил тяжелое сотрясение мозга, из-за которого пропустил остаток сезона.
Сезон 2017/18 начал в фарм-клубе «Торонто» в АХЛ. В связи с возможностью уехать в КХЛ по условиям контракта, в ноябре был вызван в основной состав. Сыграв за «Мэйпл Лифс» всего 3 матча, был помещен в список травмированных из-за травмы нижней части тела, а затем отправлен в АХЛ для набора кондиций на 10 дней (5 игр).
15 февраля 2018 года был обменян в «Сент-Луис Блюз» на выбор в 4-м раунде драфта-2019. Первый матч за «Сент-Луис» сыграл 25 февраля в Нэшвилле против «Предаторз», но «Блюз» проиграли 0:4. 17 марта 2018 года в своем 8 матче за «Сент-Луис» забросил первую шайбу за команду. 24 июня 2018 года подписал новый контракт с «Блюз» на один год.
3 июня 2019 года клубы КХЛ СКА и «Салават Юлаев» совершили обмен, в результате которого права на Сошникова перешли к уфимскому клубу. В обратном направлении отправился Владимир Ткачев. Днем позже стало известно, что хоккеист принял решение вернуться в Россию для выступлений именно в КХЛ. 15 февраля 2020 года сделал хет-трик в домашнем матче против СКА (4:5 ОТ). В этом же матче хет-трик сделал защитник СКА Василий Токранов. 1 декабря 2020 года ЦСКА объявил о подписании контракта с Никитой Сошниковым до конца сезона 2021/2022.
31 марта 2025 года в третьем матче серии плей-офф КХЛ против «Трактора» сделал хет-трик в ворота своей бывшей команды, включая победную шайбу в овертайме (4:3 ОТ). Это всего 4-й случай в истории КХЛ и первый с 2018 года, когда игрок делает хет-трик, забрасывая шайбу в овертайме матча плей-офф.
2 июня 2025 года «Сибирь» сообщила о подписании двухлетнего контракта с Сошниковым.

## Достижения
- участник матча звёзд КХЛ: 2020

## Статистика
| Легенда | Легенда                    | Легенда | Легенда                   | Легенда | Легенда    |
| ------- | -------------------------- | ------- | ------------------------- | ------- | ---------- |
| И       | Количество проведённых игр | Штр     | Штрафное время            | +/−     | Плюс-минус |
| Г       | Голы                       | П       | Голевые передачи          | О       | Очки       |
| -       | Статистика неизвестна      | —       | Статистика не учитывалась |         |            |

### Клубная карьера
- a В этом сезоне в «Плей-офф» учитывается статистика игрока в Кубке Надежды.